# Форман (Арканзас)
Форман (енгл. Foreman) град је у америчкој савезној држави Арканзас.

## Демографија
По попису из 2010. године број становника је 1.011, што је 114 (-10,1%) становника мање него 2000. године.
| Група             | 2000.       | 2010.       |
| Белци             | 747 (66,4%) | 665 (65,8%) |
| Афроамериканци    | 307 (27,3%) | 269 (26,6%) |
| Азијати           | 0 (0,0%)    | 0 (0,0%)    |
| Хиспаноамериканци | 23 (2,0%)   | 33 (3,3%)   |
| Укупно            | 1.125       | 1.011       |